# Іст-Юніонтаун (Пенсільванія)
Іст-Юніонтаун (англ. East Uniontown) — переписна місцевість (CDP) в США, в окрузі Файєтт штату Пенсільванія. Населення — 2271 особа (2020).

## Географія
Іст-Юніонтаун розташований за координатами 39°53′45″ пн. ш. 79°41′52″ зх. д. / 39.89583° пн. ш. 79.69778° зх. д. (39.895971, -79.697653).  За даними Бюро перепису населення США в 2010 році переписна місцевість мала площу 5,18 км², уся площа — суходіл.

## Демографія
Згідно з переписом 2010 року, у переписній місцевості мешкало 2419 осіб у 1033 домогосподарствах у складі 657 родин. Густота населення становила 467 осіб/км².  Було 1121 помешкання (217/км²).
Расовий склад населення:
| - 90,2 % — білих - 6,8 % — чорних або афроамериканців - 0,5 % — азіатів - 0,2 % — корінних американців |

До двох чи більше рас належало 2,2 %. Частка іспаномовних становила 0,8 % від усіх жителів.
За віковим діапазоном населення розподілялося таким чином: 20,4 % — особи молодші 18 років, 59,0 % — особи у віці 18—64 років, 20,6 % — особи у віці 65 років та старші. Медіана віку мешканця становила 42,7 року. На 100 осіб жіночої статі у переписній місцевості припадало 87,4 чоловіків;  на 100 жінок у віці від 18 років та старших — 83,3 чоловіків також старших 18 років.
Середній дохід на одне домашнє господарство  становив 44 015 доларів США (медіана — 35 491), а середній дохід на одну сім'ю — 48 808 доларів (медіана — 44 438). Медіана доходів становила 43 333 долари для чоловіків та 45 043 долари для жінок. За межею бідності перебувало 19,6 % осіб, у тому числі 33,5 % дітей у віці до 18 років та 5,3 % осіб у віці 65 років та старших.
Цивільне працевлаштоване населення становило 920 осіб. Основні галузі зайнятості: освіта, охорона здоров'я та соціальна допомога — 18,8 %, роздрібна торгівля — 12,7 %, виробництво — 10,1 %, мистецтво, розваги та відпочинок — 9,5 %.